# Громобой (фрегат)
«Громобой» — 53-пушечный трехмачтовый винтовой фрегат Российского императорского флота. Один из двух первых серийных парусно-винтовых фрегатов, построенных во время Крымской войны — первым был фрегат «Илья Муромец».

## Строительство

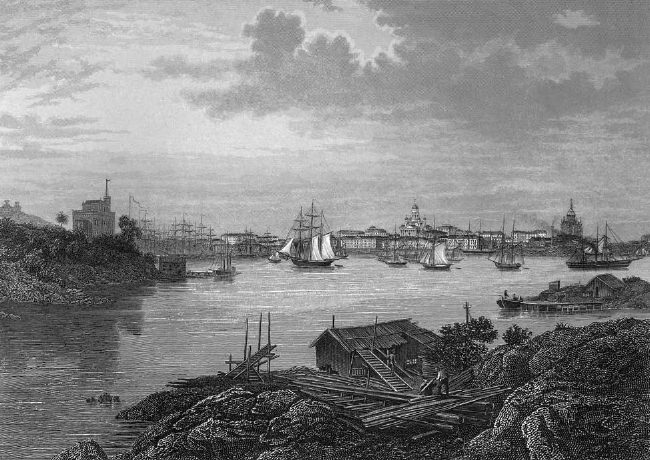
Гельсингфорс в XIX веке

21 июля 1853 года в адрес частной купеческой верфи в Гельсингфорсе были присланы документы с целью определения стоимости строительства фрегата. Для ведения переговоров, а также сопровождения документов и чертежей в Гельсингфорс послан капитан-лейтенант И. А. Шестаков, а наблюдать за строительством назначили корабельного инженера прапорщика А. А. Иващенко. Для строительства фрегата были использованы чертежи и опыт эксплуатации фрегатов «Архимед», «Полкан» и «Мария». Договор на строительство между верфью и Морским ведомством Российской империи был подписан 8 июня 1854 года. Стоимость строительства корпуса без установки внутренних переборок, такелажа, якорей и без обшивки корпуса медью, составляла 190 000 рублей золотом.
К строительству приступили 23 февраля 1855 года. Строительством фрегата занимались приглашённый в 1854 году в Россию датчанин инженер-кораблестроитель К. К. Попп и кораблестроитель верфи Якобсон. Для постройки корпуса была использована сосновая и еловая древесина, а шпангоуты изготовлялись из дуба. 28 февраля фрегат зачислен в списки Балтийского флота Российской империи под названием «Громобой». Первым командиром фрегата назначен капитан 1-го ранга П. В. Воеводский. Официальная закладка прошла 3 апреля. Позже, так как прапорщик А. А. Иващенко был отозван в Кронштадт, то наблюдать за строительством сначала, прислали старшего корабельного инженера Свеаборгского порта А. К. Рихтера, а в мае целую комиссию под председательством корабельного инженера подполковника А. Х. Шаунбурга. Из-за бомбардировки Свеаборга 28 и 29 июня англо-французской эскадрой, работы по строительству корпуса были приостановлены на некоторое время. После их завершения, приёмкой корпуса занималась комиссия во главе с полковником С. И. Чернявским с 28 апреля по 2 мая 1857 года. Спуск на воду состоялся 8 июня этого же года.

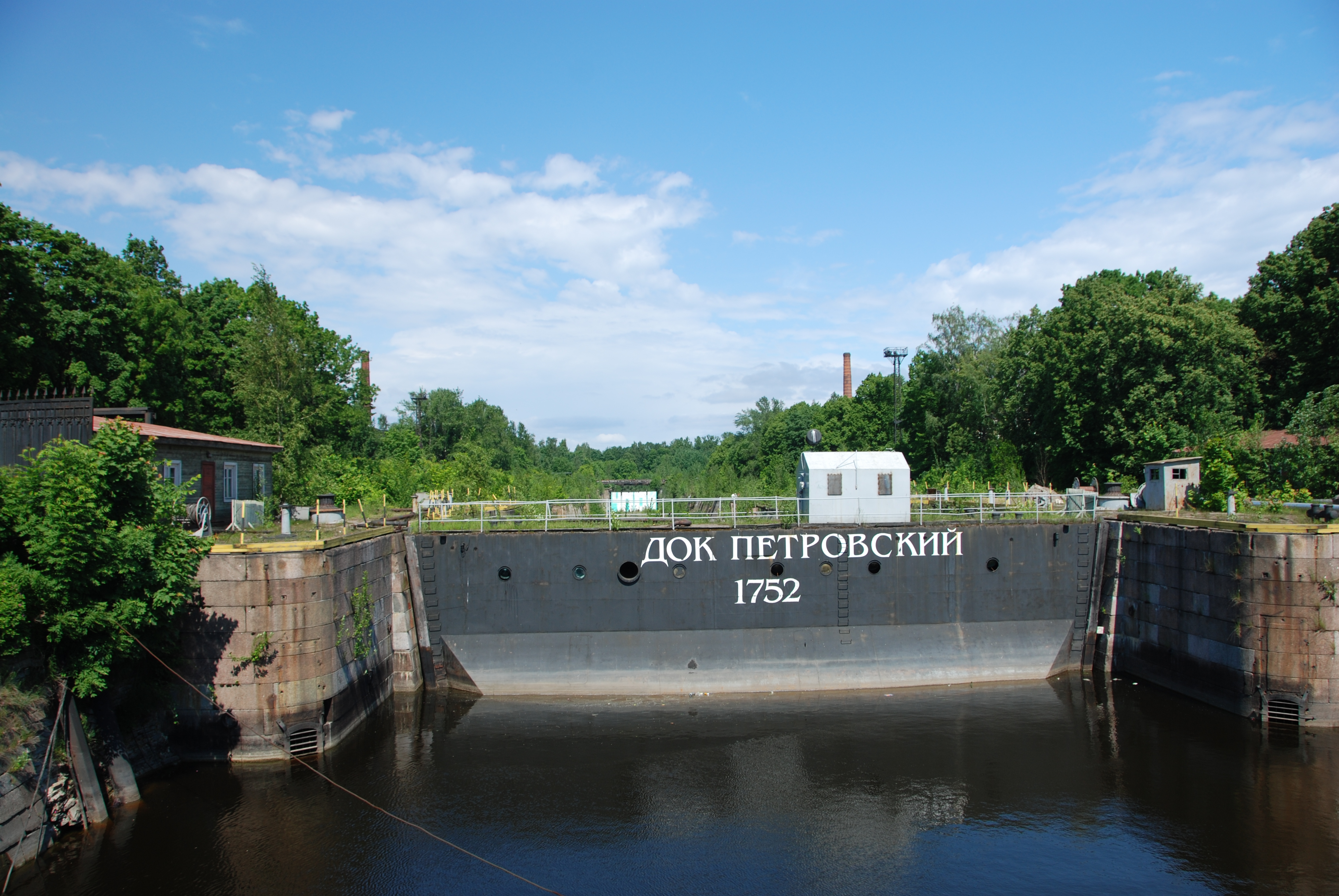
Док Петра I в Кронштадте

В середине июля корпус фрегата был доставлен по морю в Кронштадт и введён в док Петра I. В августе 1857 года пришлось передать гребной винт на фрегат «Аскольд», так как он погнул свой винт во время испытаний. К 8 октября, когда фрегат вывели из дока, на нём были смонтированы: забортная арматура, части рангоута, рулевой механизм, гребной вал и винтовая группа. Новый гребной винт был изготовлен на заводе наследников Его императорского высочества герцога Лейхтенбергского. 11 февраля 1858 года фрегат осмотрел генерал-адмирал Константин Николаевич.
Паровая машина по системе Пенна для фрегата была изготовлена в гальванопластическом, литейном и механическом заведении в Петербурге, за исключением кованного коленчатого вала, изготовленного в Англии. За постройкой машины наблюдал главный инженер-механик фрегата штабс-капитан П. Ф. Гаврилов. 19 июня 1857 года состоялась проба машины, после чего её упаковали и отправили в Кронштадт.
Фрегат оснастили 14-вёсельным катером, 12-вёсельным катером, 2-вёсельным джелиботом. Для подачи пресной воды фрегат оснастили опреснительным аппаратом по конструкции прапорщика корпуса флотских инженер-механиков Н. А. Арцеулова.

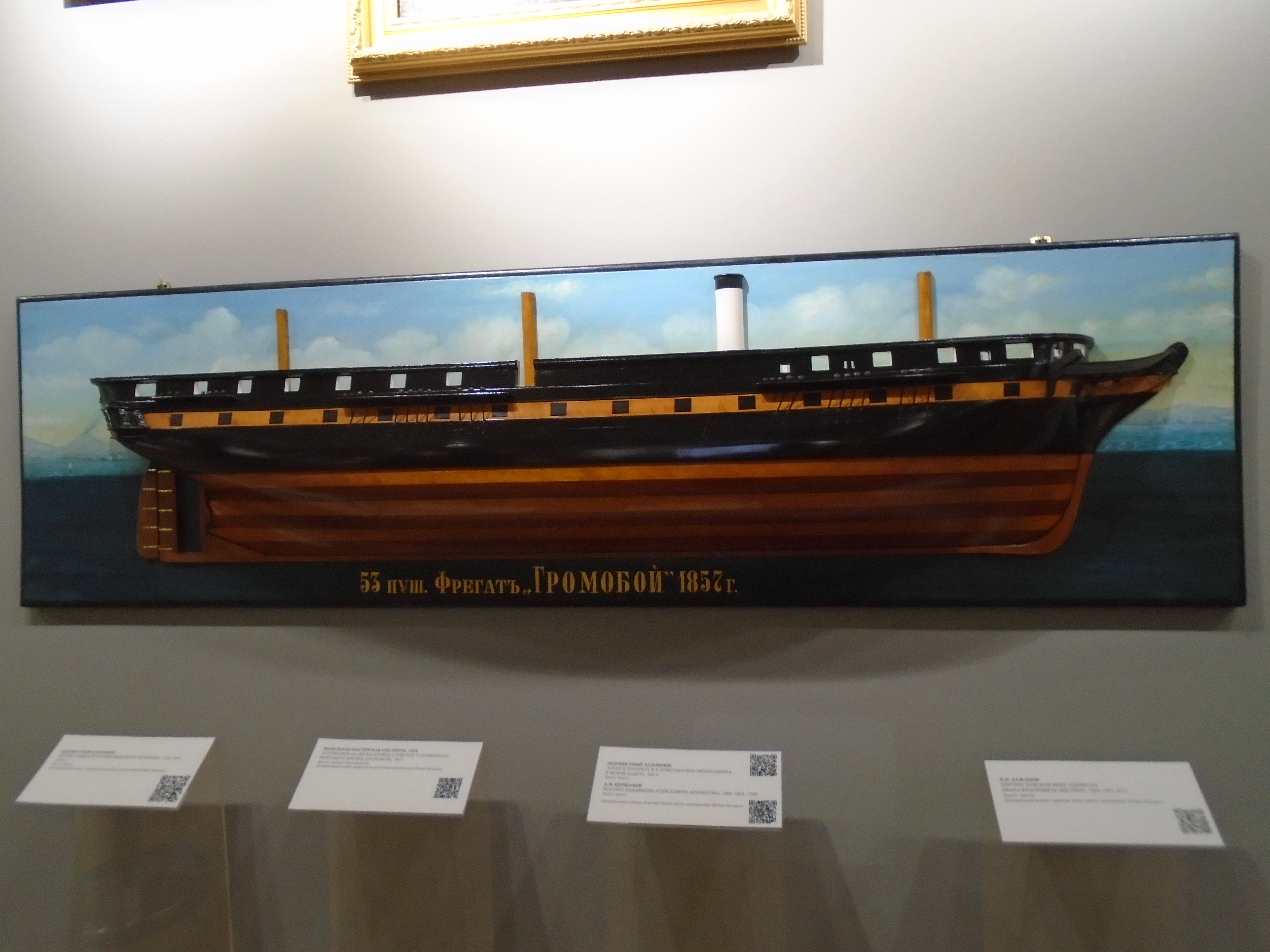
Полумодель фрегата «Громобой»

По приказу главного командира Кронштадтского порта от 5 августа 1858 года № 493 предполагалось подготовить «Громобой» и «Рюрик» к заграничному плаванью в сентябре месяце. Они были зачислены в состав средиземноморской эскадры под командованием К. И. Истомина. В эскадру также вошли линейный корабль «Ретвизан», фрегат «Полкан», корветы «Медведь» и «Баян». 29 сентября на Кронштадтском рейде «Громобой» осмотрел контр-адмирал К. И. Истомин, и остался не довольным ходом подготовки фрегата, и тем, что ходовые испытания машины так и не начались. Для экономии времени было принято решение совместить испытания с первым этапом заграничного плавания.

### Вооружение
С 1859 года по 1861 год вооружение фрегата составляли 48 орудий. В закрытой батарее (нижний дек) размещались шестнадцать 60-фунтовых орудий № 2, четыре 30-фунтовых орудий № 1, десять 30-фунтовых орудий № 2; на открытой батарее размещались одно 60-фунтовое орудие № 2, шестнадцать 30-фунтовых орудий № 4; на баке разместили одно 60-фунтовое орудие № 1.
60-фунтовые орудия имели калибр 196 миллиметров, и могли стрелять ядрами, бомбами и картечью. Данные орудия были разработаны в России генералом Баумгартом. Длинноствольные орудия (№ 1) имели длину в 15 калибров, а короткоствольные орудия (№ 2) имели длину в 13,2 калибра. Вес составлял 4,91 тонны и 3,21 тонны каждого орудия соответственно.

## Служба

### 1858—1859 года
На первом этапе заграничного плаванья, средиземноморская эскадра сопровождала «Его Императорского Высочества Государя Великого князя Генерал-адмирала Константина Николаевича со свитой в Святую Землю и попутными визитами и в другие страны». А «Громобой» должен был пройти ходовые испытания. Для этих целей на борту находилась комиссия Морского технического комитета (МТК).
3 октября «Громобой» под командованием капитана 1-го ранга И. Н. Изыльметьева вышел из Кронштадта к Ревелю. До Ревеля фрегат сопровождал пароход «Артельщик». На переходе, комиссией в машине были выявлены поломки и недостатки, и она не была принята в казну, но в рамках заграничного плавания, «Громобою» позволили продолжить плавание, и далее, 9 октября, фрегат перешёл в Киль.
С 12 по 16 октября переход из Киля в Христианзанд, где команда фрегата участвовала в тушении городского пожара. 18 октября «Громобой» вышел с рейда взяв курс на Шербург. За время десятидневной стоянки машинное отделение было обшито оцинкованным железом, улучшены системы пожаротушения в угольных ямах и трюмных помп. С 1 по 11 ноября переход в Кадикс. На рейде Кадикса от разыгравшейся непогоды у плехта лопнула цепь, раскололо чугунный клюз, на канатном стопоре вырвало рым, разогнуло гак и два передних битенга пришли в движение. Исправив повреждения, «Громобой» 23 ноября вышел к Виллафранке, куда прибыл 2 декабря. На рейде уже находились «Ретвизан», «Полкан», «Баян» и «Рюрик». 4 декабря на фрегат прибыл Генерал-адмирал Константин Николаевич. С 4 на 5 декабря с Генерал-адмиралом на борту «Громобой» перешёл в Тулон. В Тулоне эскадра была встречена салютом в 21 выстрел с французской эскадры под командованием вице-адмирала Ромень-де-Фоссе. 6 декабря Генерал-адмирал перешёл на «Рюрик» и на нём отправился в Марсель. Вернувшись из Марселя 11 декабря, он вновь поднял свой брейд-вымпел на «Громобое». 12 декабря эскадра направилась на Виллафранкский рейд. В Тулоне остался фрегат «Полкан» для ввода в док. 13 декабря эскадра прибыла к Виллафранко. 17 декабря Генерал-адмирал принял на борту «Громобоя» принца Кариньянского, и в этот же день «Громобой» и «Ретвизан» вышли к Генуи. На следующий день, выйдя оттуда корабли взяли курс на Палермо. В Палермо корабли пришли 22 декабря, на рейде уже был корвет «Баян» и пришедший с Балтики корвет «Оливуца».

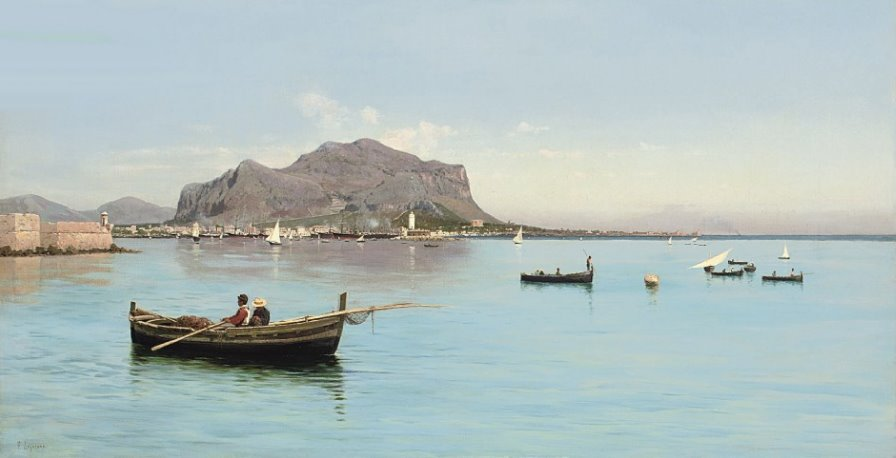
Палермо

Новый 1859 год «Громобой», «Ретвизан» и «Баян» встретили в Палермо. 7 января «Баян» оставил эскадру и со срочным поручением убыл в Грецию. 11 января прибыл «Рюрик», а 19 января «Медведь». 26 января вернулся «Баян», и 1 февраля пришёл из ремонта «Полкан». На следующий день «Медведь» и «Полкан» были направлены в Мессину, а 6 февраля и Генерал-адмирал на «Громобое» отправился туда в сопровождении «Ретвизана». Затем корабли перешли к Мальте, сделав остановку в Сиракузах. 10 февраля эскадра прибыла на рейд Валлетты и была встречена салютом с крепости, городской батареи, английской эскадры под флагом вице-адмирала Феншау и русского фрегата «Цесаревич». Эскадра оставалась на рейде до 19 числа, после чего отправилась обратно к Палермо, куда и прибыла 21 февраля. 8 марта эскадра покинула Палермо и начала переход к Неаполю, где оставалась до 29 марта. Вечером 9 апреля эскадра зашла на Мессинский рейд, а 15 апреля на Пирейский рейд. Пробыв тут до 24 апреля эскадра отправилась к Яффе. В Яффе большая часть команд кораблей посетили Иерусалим и другие святые места. 11 мая эскадра снялась с якоря оставив на рейде фрегат «Полкан», и на следующий день пришла в Бейрут для пополнения запасов угля. Далее «Громобой» отправился в одиночное плаванье по маршруту Родос — Патмос — Самос — Хиос с кратковременными остановками. На подходе к острову Родос с «Громобоем» воссоединился «Баян», а от острова Хиос он был отправлен с поручениями в Дарданеллы. 22 мая «Громобой» пришёл в Смирну, где уже ждал «Полкан». 23 мая «Громобой» вышел в сопровождении парохода «Владимир» в Константинополь. 25 мая «Громобой» пришёл в пролив Босфор, где уже ждал корвет «Медведь». 2 июня генерал-адмирал перешёл на пароход «Владимир», на котором подняли генерал-адмиральский флаг, а на «Громобое» был поднят контр-адмиральский флаг. В этот же день корабли отправились в Смирну для пополнения запаса угля. 9 июня «Громобой» и «Ретвизан» получили назначение следовать в Россию, а «Медведь» был включён в состав эскадры контр-адмирала Ф. Д. Нордмана.
По пути «Громобой» зашёл в Мессину 15 июня, в Кадикс 27 июня, в Шербург 14 июля. В Шербурге командир «Громобоя» получил телеграмму с приказанием следовать в Портстмут, где уже находился «Полкан». 25 июля на Спитхедский рейд прибыл фрегат «Светлана» с генерал-адмиралом Константином Николаевичем на борту. Русская эскадра, как и английская эскадра из десяти кораблей салютовали ей. За время пребывания в Портсмуте эскадре было дано парусное учение. 1 августа «Громобой» и «Ретвизан» отправились в Киль. 7 августа между проливами Каттегат и Скагеррак был встречен фрегат «Генерал-Адмирал», а 9 августа прибыли в пункт назначения. Дождавшись в Киле фрегат «Полкан», корабли начали переход в Кронштадт 15 августа. На переходе была встречена эскадра контр-адмирала Ф. Д. Нордмана. 18 августа корабли вошли в Финский залив, а 19-го на Кронштадтский рейд. 22 августа фрегат посетила Великая княгиня Александра Иосифовна, а 28 числа Государь-Император устроил смотр кораблям эскадры. В этот же день на «Громобое» был спущен контр-адмиральский флаг. После осмотра фрегата дивизионным начальником, кампания была окончена 2 сентября.
За кампанию 1858—1859 годов командир фрегата И. Н. Изыльметьев получил часы украшенные бриллиантами с надписью «В память похода на фрегате „Громобой“ в 1858—1859 году» и вензелем Его Высочества.
В 1859 году парусное вооружение на фрегате «Олег» было принято по образцу «Громобоя».

### 1860—1864 года

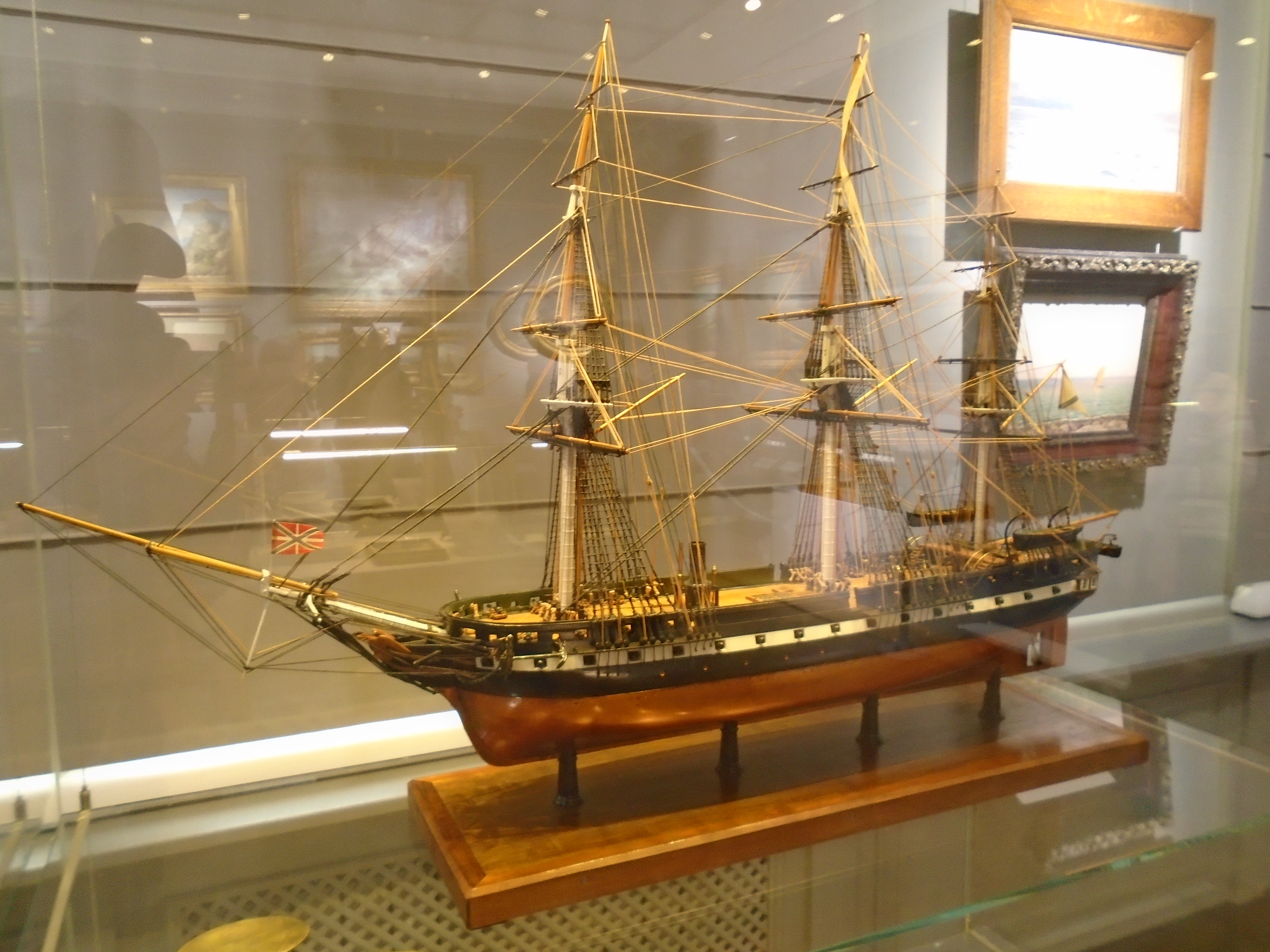
Модель фрегата «Громобой»

С началом 1860 года фрегатом в заграничном плаванье поставлен командовать капитан 1-го ранга И. П. Панафидин. 24 июня «Громобой» вышел из Кронштадта по маршруту Киль — Кадикс — Валлетта — Бейрут. На Бейрутский рейд «Громобой» прибыл 17 сентября, тем самым преодолев 5300 миль за 42 дня. С 23 октября по 17 ноября «Громобой» и «Генерал-Адмирал», под брейд-вымпелом начальника отряда кораблей в Средиземном море И. А. Шестакова, ходили к Александрии. 3 ноября 1860 года в Александрии умер от тифа и похоронен на местном кладбище юнкер КФШ Черноморского сводного экипажа Верешников. На зимовку «Громобой» перешёл к Смирне.
30 марта 1861 года «Громобой» вышел с рейда Смирны и взял курс на остров Сира, а от него на Пирейский рейд. 8 мая фрегат отправился из Бейрута и обратно в Яффу, где часть офицеров и команды посетила Иерусалим. С 20 июня крейсерство вдоль сирийского побережья. 4 июля «Громобой» вернулся в Бейрут, где находилась эскадра Средиземного моря под командованием флигель-адъютанта капитана 1-го ранга И. А. Шестакова (фрегаты «Генерал-Адмирал», «Илья Муромец», «Олег» и корвет «Сокол»). В этот же день И. П. Панафидин передал фрегат под командование капитану 2-го ранга М. Я. Федоровского. Из команды фрегата на «Илью Муромца» были переведены 85 человек и 8 человек на «Сокол»; а также порох, ядра и бомбы были переданы на «Генерал-Адмирал». А на «Громобой» перевели матросов, для отправки в Кронштадт. 23 июля фрегат оставил рейд Бейрута и 1 августа зашёл на Мальту для пополнения запасов. В Валлетте М. Я. Федоровский получил назначение в эскадру под командованием И. А. Шестакова и приказ следовать в Бейрут для соединения с эскадрой. Также в августе, в состав эскадры вошёл корвет «Ястреб». От Мальты до Бейрута «Громобой» прошёл 130 миль под парусами и 955 миль под парами за 9 дней и три часа.
С августа по сентябрь эскадра посетила Аяс и Бейрут. К октябрю к эскадре присоединилась шхуна «Туабсе». 5 октября «Громобой» отправился на ремонт в Тулон, по пути попав в сильный шторм. 20 октября 1861 года в Средиземном море от воспаления легких умер квартирмейстер Спиридонов. Промежуточная стоянка была сделана в Виллафранко, где с корабля на берег было списано несколько моряков по болезни. 27 октября фрегат зашёл на рейд Тулона, а 2 декабря его ввели в док. 10 декабря в Тулоне в морском госпитале города умер от дизентерии кочегар Юхан Рейсх. В ночь на 26 декабря с ремонтирующегося фрегата увидели горящую плавучую тюрьму в которой находилось около 700 заключенных. Была составлена пожарная партия, которую возглавил гардемарин Кардо-Сысоев. Русские моряки первыми пришли на помощь и спасли всех людей.
21 марта 1862 года фрегат покинул Тулон и начал переход в Кронштадт. За время докования был исправлен корпус, машина и заменена фок-мачта. По пути на Балтику фрегат сделал промежуточные остановки в Гибралтаре, Кадиксе, Лиссабоне, Портсмуте и Киле. 29 мая «Громобой» прибыл на Кронштадтский рейд. После осмотра фрегата дивизионным начальником, М. Я. Федоровский сдал обязанности командира корабля. 2 (14) июля 1862 года император Александр II произвёл смотр фрегата на Кронштадтском рейде и найдя произведенные на фрегате артиллерийские учения удовлетворительными пожаловал нижним чинам по рублю серебром на человека.
Перед кампанией 1863 года «Громобой» был перевооружён в Кронштадте на одиннадцать 60-фунтовых бомбических орудий № 1 и тридцать шесть 32-фунтовых пушек № 1 и № 3. В 1863—1864 годах «Громобой» вновь назначен в эскадру Средиземного моря.
В 1860—1863 годах по образцу «Громобоя» была изготовлена часть механизмов для фрегата «Ослябя».

### 1865—1868 года
Летом 1865 года контр-адмирал В. А. Римский-Корсаков держал свой флаг на «Громобое», фрегатом командовал капитан-лейтенант Я. М. Дрешер. По приказанию генерал-адмирала великого князя Константина Николаевича В. А. Римский-Корсаков заведовал работами по подъему затонувшей броненосной лодки «Смерч» у Барезунда, куда привёл «Громобой» в тумане и без лоцмана.
После зимовки с 1865 на 1866 год фрегат был перевооружён. На закрытой палубе были размещены шестнадцать 60-фунтовых коротких орудий Баумгарта, четыре 30-фунтовых орудий № 1 и десять 30-фунтовых орудий № 2; на верхней палубе установили одно 60-фунтовое длинное орудие Дальгрена № 1, шесть 30-фунтовых орудий № 2, шестнадцать 30-фунтовых пушек № 3 и восемь 12-фунтовых длинных пушек.
В 1866 году командовать назначен капитан 2-го ранга Г. Н. Забудский. В этом же году командой «Громобоя» была открыта 21-футовая банка по северо-западную сторону острова Стора Треск-э.

### 1869—1872 года
2 и 3 июля 1869 года на Транзундском рейде состоялся Высочайший смотр броненосной эскадры русского флота. В смотре участвовал и отряд морского училища, состоящий из флагманского фрегата «Громобой», корвета «Гиляк», канонерки «Прибой», канонерки «Марево» и тендера «Кадет». Во время высадки десанта на остров Менц-Сари, с «Громобоя» провели показательные артиллерийские стрельбы. Далее, в честь 155-й годовщины Гангутского сражения во время Северной войны, учебный отряд Морского училища в полном составе повторил действия флотов в ходе этого сражения. По окончании маневров, 16 июля контр-адмирал В. А. Римский-Корсаков, генерал-лейтенант граф А. И. Аминов, воспитанники училища и волонтёры на скалах Рилакс-фьорда, на предположительном месте захоронения погибших в сражении моряков и солдат, после отдания воинских почестей установили деревянный крест с надписью на русском и шведском языках: «В память убитых в Гангутском сражении 27 июля 1714 года, от учебной эскадры Морского училища». Этот крест был сделан матросами фрегата «Громобой». Возвращение на Кронштадтский рейд омрачилось столкновением фрегата с крестьянской лайбой
Летом 1870 года «Громобой» был в учебном плавании по Балтийскому морю с воспитанниками Морского училища. 27 июля 1870 года учебный отряд кораблей вновь собрался у скал Рилакс-фьорда, где рядом с деревянным крестом, установленным ранее в память погибшим во время Гангутского сражения, состоялась церемония открытия памятника. Водосвятие, богослужение и панихиду по убитым провёл священник фрегата «Громобой» А. А. Лебедев. По окончании богослужения все стоявшие на рейде суда салютовали по уставу.
"Громобой" исключен из списков 5 мая 1872 года, после чего был продан для разбора с торгов.

## Командный состав

### Командиры
- 30.08.1855 — 02.04.1856 капитан 1-го ранга Гувениус, Николай Максимович[49]
- ??.??.1857 — 04.11.1857 капитан 1-го ранга Воеводский, Платон Васильевич[50]
- 04.11.1857 — ??.??.1859 капитан 1-го ранга Изыльметьев, Иван Николаевич
- ??.??.18?? — 04.07.1860 капитан 1-го ранга Панафидин, Иван Павлович
- 04.07.1860 — ??.05.1862 капитан 2-го ранга Федоровский, Михаил Яковлевич
- 03.01.1863 — 06.01.1864 капитан 2-го ранга Анкудинов, Евграф Григорьевич
- 06.01.1864 — 04.07.1866 капитан-лейтенант Дрешер, Яков Матвеевич
- 04.07.1866 — ??.??.1871 капитан 2-го ранга (с 01.01.1871 капитан 1-го ранга) Забудский, Григорий Николаевич

### Старшие офицеры
- штаб-офицер капитан 2-го ранга Горковенко

### Другие должности
- ??.??.1856 — ??.??.1859 инженер-механик КФИ штабс-капитан П. Ф. Гаврилов
- ??.??.185? — ??.??.18?? лейтенант Муратов Аркадий Алексеевич
- ??.??.1860 — ??.??.1862 лейтенант Манто Иван Матвеевич
- 26.02.1866 — ??.??.186? вахтенный начальник Авелан Фёдор Карлович
- 03.06.1867 — 20.08.1867 гардемарин барон Фитингоф Бруно Александрович
- лето 1868 года — гардемарин Шефнер Владимир Владимирович
- лето 1868 году — обер-офицер Доможиров Константин Михайлович
- лето 1870 года — гардемарин Константин Константинович

## Память
- Строительные формуляры и атлас чертежей винтового фрегата «Громобой» хранятся в РГА ВМФ[51]
- Масштабная модель фрегата находится в Центральном военно-морском музее в Санкт-Петербурге
- Рисунок фрегата хранится в ЦВММ[52]